# Foot-Ball Club Juventus 1932-1933
Questa voce raccoglie le informazioni riguardanti il Foot-Ball Club Juventus nelle competizioni ufficiali della stagione 1932-1933.

## Stagione
La Juventus conquistò in campionato il terzo scudetto consecutivo, il quinto della sua storia. Nella Coppa dell'Europa Centrale raggiunse le semifinali, eliminata dall'Austria Vienna. Durante il torneo europeo, la Juventus iniziò a utilizzare il nuovo e appena inaugurato stadio Municipale Benito Mussolini come impianto casalingo.

## Divise
| Casa | 1ª portiere | 2ª portiere |

## Rosa
| N. |                   | Ruolo | Calciatore                  |
| -- | ----------------- | ----- | --------------------------- |
|    | Italia (bandiera) | P     | Gianpiero Combi             |
|    | Italia (bandiera) | D     | Umberto Caligaris           |
|    | Italia (bandiera) | D     | Mario Ferrero               |
|    | Italia (bandiera) | D     | Virginio Rosetta (capitano) |
|    | Italia (bandiera) | D     | Duilio Santagostino         |
|    | Italia (bandiera) | D     | Varglien II                 |
|    | Italia (bandiera) | C     | Luigi Bertolini             |
|    | Italia (bandiera) | C     | Mario Genta                 |
|    | Italia (bandiera) | C     | Luis Monti                  |

| N. |                   | Ruolo | Calciatore         |
| -- | ----------------- | ----- | ------------------ |
|    | Italia (bandiera) | C     | Varglien I         |
|    | Italia (bandiera) | A     | Borel II           |
|    | Italia (bandiera) | A     | Renato Cesarini    |
|    | Italia (bandiera) | A     | Giovanni Ferrari   |
|    | Italia (bandiera) | A     | Francesco Imberti  |
|    | Italia (bandiera) | A     | Federico Munerati  |
|    | Italia (bandiera) | A     | Raimundo Orsi      |
|    | Italia (bandiera) | A     | Pietro Sernagiotto |
|    | Italia (bandiera) | A     | Giovanni Vecchina  |

## Risultati

### Serie A

#### Girone di andata
| Arbitro: | Melandri (Genova) |

|                                  |           |                              |
| Cattaneo 10’, 38’ Scagliotti 64’ | Marcatori | 69’ Vecchina 86’ (rig.) Orsi |

| Arbitro: | Dall'Era (Brescia) |

|                               |           |             |
| Cesarini 16’, 27’ Ferrari 67’ | Marcatori | 48’ Spivach |

| Arbitro: | Carraro (Padova) |

|               |           |  |
| Sallustro 55’ | Marcatori |  |

| Arbitro: | Ciamberlini (Genova) |

|              |           |  |
| Cesarini 10’ | Marcatori |  |

| Arbitro: | Caironi (Milano) |

|  |           |                              |
|  | Marcatori | 52’ M. Varglien 74’ Munerati |

| Arbitro: | Bonivento (Venezia) |

|                          |           |  |
| Munerati 29’ Ferrari 82’ | Marcatori |  |

| Arbitro: | Casati (Como) |

|  |           |                                        |
|  | Marcatori | 15’, 18’ Cesarini 47’ Orsi 88’ Ferrari |

| Arbitro: | Ciamberlini (Genova) |

|                    |           |                    |
| Celoria 57’ (rig.) | Marcatori | 19’ Monti 70’ Orsi |

| Arbitro: | Scorzoni (Bologna) |

|                                         |           |  |
| Borel 7’, 32’ Munerati 54’ Cesarini 89’ | Marcatori |  |

| Arbitro: | Barlassina (Novara) |

|  |           |           |
|  | Marcatori | 67’ Borel |

| Arbitro: | Casati (Como) |

|                                                                 |           |          |
| Sernagiotto 21’ Borel 32’, 58’, 66’ Ferrari 41’ Orsi 73’ (rig.) | Marcatori | 81’ Rosa |

| Arbitro: | Ciamberlini (Genova) |

|                                                 |           |  |
| Sernagiotto 13’ Orsi 28’ (rig.) M. Varglien 52’ | Marcatori |  |

| Arbitro: | Mazzarini (Roma) |

|             |           |  |
| Petrone 74’ | Marcatori |  |

| Arbitro: | Bevilacqua (Viareggio) |

|                           |           |                                  |
| Borel 32’ M. Varglien 73’ | Marcatori | 22’ (rig.) Monzeglio 30’ Fedullo |

| Arbitro: | Turbiani (Ferrara) |

|             |           |           |
| Moretti 61’ | Marcatori | 46’ Borel |

| Arbitro: | Guarnieri (Milano) |

|                                                   |           |             |
| Orsi 49’ Sernagiotto 56’ Ferrari 75’ Vecchina 88’ | Marcatori | 11’ Spósito |

| Arbitro: | Caironi (Milano) |

|  |           |               |
|  | Marcatori | 5’, 74’ Monti |

#### Girone di ritorno
| Arbitro: | Ciamberlini (Genova) |

|                                       |           |  |
| Ferrari 49’ Borel 63’ Orsi 89’ (rig.) | Marcatori |  |

| Arbitro: | Melandri (Genova) |

|             |           |             |
| Spivach 51’ | Marcatori | 83’ Ferrari |

| Arbitro: | Caironi (Milano) |

|                                |           |  |
| Borel 14’, 57’ Sernagiotto 16’ | Marcatori |  |

| Arbitro: | Melandri (Genova) |

|  |           |           |
|  | Marcatori | 46’ Borel |

| Arbitro: | Carraro (Padova) |

|                                                       |           |                          |
| Orsi 24’ (rig.) Ferrari 47’ G. Varglien 68’ Borel 73’ | Marcatori | 17’ Casalino 20’ Cerutti |

| Arbitro: | Scorzoni (Bologna) |

|  |           |                |
|  | Marcatori | 18’, 87’ Borel |

| Arbitro: | Gianelli (Genova) |

|                     |           |  |
| Borel 23’ Monti 37’ | Marcatori |  |

| Arbitro: | Barlassina (Novara) |

|                                                |           |  |
| Ferrari 36’, 61’, 90’ Monti 52’ Borel 80’, 82’ | Marcatori |  |

| Arbitro: | Scorzoni (Bologna) |

|                |           |  |
| J. Fantoni 14’ | Marcatori |  |

| Arbitro: | Caironi (Milano) |

|                           |           |            |
| G. Varglien 27’ Borel 70’ | Marcatori | 14’ Busoni |

| Arbitro: | Melandri (Genova) |

|  |           |           |
|  | Marcatori | 78’ Borel |

| Arbitro: | Melandri (Genova) |

|                         |           |                                 |
| Meazza 60’ Levratto 77’ | Marcatori | 20’ G. Varglien 70’ Sernagiotto |

| Arbitro: | Ciamberlini (Genova) |

|                                           |           |  |
| Monti 15’ F. Borel 34’, 62’, 64’ Orsi 36’ | Marcatori |  |

| Arbitro: | Carraro (Padova) |

|              |           |                    |
| Schiavio 64’ | Marcatori | 17’ Borel 80’ Orsi |

| Arbitro: | Dattilo (Roma) |

|                                |           |  |
| Borel 16’, 67’ Sernagiotto 59’ | Marcatori |  |

| Arbitro: | Scorzoni (Bologna) |

|                      |           |                         |
| Spósito 4’, 22’, 51’ | Marcatori | 5’ Cesarini 84’ Rosetta |

| Arbitro: | Scotto (Savona) |

|                                                   |           |  |
| Cesarini 8’ Borel 43’, 64’, 83’ Sernagiotto 45+3’ | Marcatori |  |

### Coppa dell'Europa Centrale
| Arbitro: | Alois Beranek |

|                       |           |                                                      |
| Jávor 78’ Pusztai 87’ | Marcatori | 6’ Varglien II 13’ Borel II 64’ Sernagiotto 76’ Orsi |

| Arbitro: | Bohumil Ženišek |

|                                                     |           |                    |
| Orsi 30’, 82’, 84’ (rig.), 88’ Varglien II 36’, 39’ | Marcatori | 18’ Jávor 70’ Avar |

| Arbitro: | Arpad Keil |

|                              |           |  |
| Sindelar 3’, 52’ Spechtl 89’ | Marcatori |  |

| Arbitro: | František Cejnar |

|             |           |           |
| Ferrari 21’ | Marcatori | 84’ Stroh |